# Lingolsheim
Lingolsheim é uma comuna francesa na região administrativa de Grande Leste, no departamento Baixo Reno. Estende-se por uma área de 5,69 km². Em 2010 a comuna tinha 19 076 habitantes (densidade: 3 352,5 hab./km²).896 hab/km².